# Brdo (Stará Paka)
Brdo (německy Berde) je vesnice 3 km západně od Nové Paky spadající pod obec Stará Paka. V roce 2001 zde stálo 72 domů a trvale žilo 137 obyvatel.

## Poloha
Ves se rozkládá po obou stranách vedlejší silnice mezi Lomnicí na Popelkou a Novou Pakou v relativně členitém terénu ze severu vymezeném táhlým návrším zvaným Příčnice (za ním je Stará Paka) a z jihu zalesněným hřebenem směřujícím ke hradu Kumburk. Od silnice vybíhá slepá odbočka k jihu, podél níž se nachází většina starší zástavby, náves a na jejím konci je hřbitov. Spojení do Staré Paky je jen polní cestou na sever, silnice vedla vždy od Krsmole do Nové Paky, proto je Brdo často zmiňováno jako vesnice u Nové Paky, ačkoliv administrativně je přičleněno ke Staré Pace.
V těsném sousedství Brda směrem na Novou Paku leží osada Zápřičnice (zhruba 13 domů, od Staré Paky jsou za Příčnicí). Její název bývá ve východočeském nářečí místními komolen na Zápřišnice a na mnoha mapách je uváděna chybně pod názvem protilehlého hřebenu jako Příčnice.
Na Brdě pramení Brdský potok, levostranný přítok Rokytky v Nové Pace.

## Historie
První písemnou zmínkou o Brdě je zápis v zemských deskách z roku 1542, kdy je zmiňováno jako součást kumburského panství. Založení vsi lze odhadnout na dobu kolem roku 1300, do doby založení Kumburku. Název pochází z původního významu slova brdo.
Největšího rozkvětu se Brdo dočkalo v 19. století, s rozvojem tkalcovství. Po celou historii bylo základním zdrojem obživy obyvatel zemědělství, vzhledem k málo úrodné červené půdě, typické i pro celé okolí, ale obživou nelehkou.

## Rodáci
- Josef Kocourek – český prvorepublikový prozaik a básník, typický temnými nebo eroticky vyhrocenými motivy, pochován na místním hřbitově
- František Šulc – český katolický kněz, dogmatik, filozof a publicista, pohřben na staropackém hřbitově

## Současnost
Největším zaměstnavatelem je místní zemědělské družstvo. V blízkosti vesnice na hřebenu Příčnice se rozkládá travnaté letiště s délkou dráhy 580 m, které užívá Podkrkonošský aeroklub Stará Paka.

## Turistika
Brdo leží na historické turistické trase zvané Máchova stezka (neboť byla zmiňované už K. H. Máchou[zdroj?]) vedoucí z Nové Paky na hrad Kumburk. Ve vsi je několik barokních soch z 18. století a lidová architektura z 19. století. Brdo přináleží do regionální oblasti, zvané Podzvičinsko podle vrchu Zvičina. Jedná se o oblast mezi Starou a Novou Pakou, Hořicemi, Dvorem Králové a Trutnovem. Ves Brdo i s přilehlým katastrem je součástí Geoparku Český ráj.

## Mineralogická lokalita
Z geologického hlediska území kolem Brda přináleží k permokarbonu Novopacka. S tím souvisí výskyt silicifikovaných prvohorních rostlin. Zkřemenělé kmeny spolu s karneolem a křemenem se vyskytují v prostoru mezi Brdem a Novou Pakou.